# Walter Günther (Politiker)
Heinz Walter Johann Günther (* 24. März 1923 in Gottesgab, Böhmen; † nach 1967) war ein deutscher Mediziner, Politiker (SPD) und Hochstapler. Seine Arbeit als Arzt, ohne jemals den dazugehörigen Abschluss gemacht zu haben, wurde häufiger als Köpenickiade bezeichnet. Er war von 1963 bis zum Bekanntwerden seines Betrugs 1965 Abgeordneter des Abgeordnetenhauses von Berlin. Für ihn rückte Rudi Schade nach.

## Leben
Günther wurde als Sohn des Lebensmittelhändlers und Gastwirts Anton Günther und seiner Frau Sophie, geb. Schönfelder, in der böhmischen Bergstadt Gottesgab (Landkreis Sankt Joachimsthal; heute: Boží Dar, Tschechien) geboren. Er besuchte eine Klosterschule, die er mit der mittleren Reife abschloss. Nach der Scheidung seiner Eltern wurde er von seiner Großmutter erzogen. Am 4. Oktober 1941 heiratete Günther in Reichenberg die aus Wien stammende Katharina Theresia Michálek, mit der der zwei Kinder hatte: Ingrid Elisabeth (* 1943 in Wien) und Brigitte Anna (* 1944 in Wien). Er wurde hauptamtlicher Führer bei der Hitlerjugend und im Zweiten Weltkrieg in der Waffen-SS eingesetzt, er gehörte dem Panzergrenadier-Regiment 4 „Der Führer“ an. Bei seinem ersten (und letztlich auch einzigen) Nachteinsatz während des sogenannten Russlandwinters 1942 zog er sich schwere Erfrierungen zu, wodurch sein linker Unterschenkel und sein rechter Fuß amputiert werden mussten und er auf Prothesen angewiesen war. 1945 geriet er in tschechoslowakische Kriegsgefangenschaft und fungierte dort, mithilfe seiner Erfahrungen aus dem Lazarett, als medizinischer Helfer für Mitgefangene.
Nach seiner Entlassung übernahm er, mithilfe einer Mitgefangenen und ihrer Freunde, eine Stelle in einer Privatklinik für Geburtshilfe und Gynäkologie unweit von Bad Oeynhausen, wo er Entbindungen und Operationen vornahm. Später wechselte er als Arzt ans Oldenburgische Landeskrankenhaus.
1949 zog er nach Frankfurt (Oder) und damit in die Sowjetische Besatzungszone. Dort wurde er zum Schularzt berufen, wenig später zum Krankenhausarzt. Im Folgejahr zog er nach West-Berlin. Dort übernahm er eine Stelle als Assistenzarzt im Krankenhaus Belziger Straße, hierbei machte er sich durch seinen Einsatz während einer Scharlach-Epidemie einen Namen.
Ein Professor des Auguste-Viktoria-Krankenhauses wurde auf ihn aufmerksam und empfahl ihn als Chefarzt für das Städtische Hospital Neukölln, diese Stelle trat er Ende 1951 an. Er baute das auf chronisch Kranke ausgerichtete und bis dahin spärlich ausgestattete Klinikum zu einem Rehabilitationszentrum aus und unternahm weitere Verbesserungen, wodurch auch die Sterbeziffern zurückgingen. Daraufhin wurde er zum Beamten auf Lebenszeit ernannt. In seiner Tätigkeit konzentrierte er sich auf die Rehabilitierung, stellte selbst jedoch keine Diagnosen aus und nahm auch keine größeren Eingriffe vor.
Neben seiner Arbeit studierte Günther in Heimarbeit, beschäftigte sich dabei vor allem mit Alterstherapie. Er verfasste eine Reihe von Artikeln, hielt Vorträge, war als Gutachter tätig und trat zudem in Fernsehspots der Altershilfe Miteinander füreinander in Erscheinung. Daneben war er ehrenamtlicher Sportarzt von Tasmania Berlin.
1964 kandidierte Günther für den Vorsitz der Berliner Arbeiterwohlfahrt, jedoch wurde seine Bewerbung aus formalen Gründen (nicht ausreichend lang genug Mitglied der AWO) von den Mitgliedern abgewiesen. Letztlich wurde Eleonore Lipschitz zur Nachfolgerin von Ida Wolff gewählt. Wenig später errichtete die AWO ein neues Krankenhaus in Neukölln, das heutige Ida-Wolff-Krankenhaus, an dessen Planung Günther mitwirkte. Er wurde zum Chefarzt des neuen Krankenhauses ernannt, welches im Februar 1965 von Wilhelmine Lübke eingeweiht wurde.
Nach seinem Rückzug aus der Medizin wurde Günther geschäftsführender Berater der Zentralen Gesellschaft zur Verwaltung von Alten- und Wohnheimen.
Nach dem Krieg lebte Günther im Berliner Stadtteil Zehlendorf. Er war in dritter Ehe mit der Schlagersängerin Erika Brüning verheiratet.

## Politik
Günther gehörte während seines Aufenthalts in Frankfurt (Oder) der SED an. 1956 trat er in die SPD ein. Bei der Wahl 1963 gelang ihm der Einzug ins Abgeordnetenhaus von Berlin. Zwischenzeitlich war er gar für das Amt des Gesundheitssenators im Gespräch. Nach Bekanntwerden des Betrugs legte er sein Mandat zum 26. Oktober 1965 nieder, sein Nachfolger wurde Rudi Schade.

## Betrugsfall
Günther praktizierte zunächst ohne amtliche Papiere oder Nachweise einer medizinischen Ausbildung oder eines Studiums. Nachdem er zunächst angab, dass diese Papiere verloren gegangen seien, stieß er zufällig auf eine Person namens Walter Heinz Günther, welche 1943 an der Karls-Universität Prag die Arztprüfung bestanden hätte. Über einen Dekan erhielt Walter Günther dessen Dokumente. Allerdings wurde in diesen Dokumenten ein anderes Geburtsdatum angegeben. Walter Günther übernahm dieses und gab seitdem 1916 als sein Geburtsjahr an, daneben erhielt er eine Ersatzbestellung seitens des niedersächsischen Sozialministeriums. Zudem führte er nunmehr einen falschen Doktortitel, obgleich er im Gefangenenlazarett häufig als „Doktor“ angesprochen wurde. Da keine Promotionsurkunde vorlag, wurde Günther das Führen des Doktortitels seitens der Gesundheitsbehörde untersagt. Günther gab an, die Prüfung nach österreichischer Ordnung abgelegt zu haben, wodurch er den Doktortitel direkt erworben hätte. Bereits 1954 merkte ein Facharzt Zweifel an seiner Qualifikation an, doch wurden die Ermittlungen zu diesem Fall fünf Jahre später ergebnislos eingestellt, da man von der Echtheit überzeugt war.
1951 stellte Günther einen Antrag auf Schwerbeschädigtengrundrente, welche er mit „Dr. med. Günther“ unterfertigte. 1958 stellte er zudem einen Antrag auf Rentenkapitalisierung. Hierbei fielen der Wehrmachtsauskunftsstelle Widersprüche bezüglich seiner Geburtsdaten auf. Die Berliner Sozialbehörde sprach von einem Aktenirrtum. Ein Facharzt der Berliner Ärztekammer merkte hingegen an, dass sich Günther bei einem Gutachten verhaspelt hätte. Daraufhin schlug Gesundheitssenator Gerhart Habenicht im persönlichen Gespräch mit Günther vor, Nachforschungen zu unternehmen. Durch Auskünfte des Geburtenregisters in Sankt Joachimsthal sowie aus Prag wurde der Verdacht bestätigt, dass Walter Günther nicht identisch ist mit Walter Heinz Günther, der 1943 seinen Abschluss erhielt.
Nachdem er Mitte Oktober 1965 mit den Ergebnissen der Untersuchung konfrontiert wurde, legte Walter Günther sein Amt als Chefarzt und sein Mandat im Abgeordnetenhaus nieder. Anfang November 1965 gestand sein Anwalt Paul Ronge Pressevertretern die Wahrheit. Trotz der Anschuldigungen erhielt Günther nach seinem Rücktritt von allen Ämtern auch viele Lobesbekundungen, hauptsächlich von seinen Patienten.
Der Fall wurde vor der 2. Großen Strafkammer des Landgerichts Berlin verhandelt. Ihm wurden fünffacher Betrug, dreifache mittelbare Falschbeurkundung und die unerlaubte Führung eines akademischen Grades vorgeworfen. Am 3. Juni 1967 wurde Günther zu achtzehn Monaten Haft verurteilt. Gegen dieses Urteil wurde Revision eingelegt. Am 4. November 1967 wurde seine Haftstrafe vom Kammergericht auf sieben Monate auf Bewährung abgemildert, zuzüglich einer Geldstrafe in Höhe von 4500 D-Mark.

## Veröffentlichung
- Walter Günther, Friedhelm Werremeier: Der falsche Chefarzt von Berlin. Limes Verlag, 1968.

## Trivia
- Ein ähnlicher Fall ereignete sich 1967 beim in Unterlüß niedergelassenen Arzt Karl-Heinz Müller, der beim Wunder von Lengede in Erscheinung trat.[6]
- In Frankfurt (Oder) übernahm Günther eine Stelle, deren letzter Inhaber entlassen werden musste, da er lediglich die Ausbildung zum Sanitäter vorweisen konnte.
- Walter Günther ist mit dem Heimatdichter Anton Günther (1876–1937) entfernt verwandt.